# Plodršnica
Plodršnica este o localitate din comuna Šentilj, Slovenia, cu o populație de 108 locuitori.